# Chris Morris (koszykarz)
Christopher Vernard Morris (ur. 20 stycznia 1966 w Atlancie) – amerykański koszykarz, występujący na pozycjach skrzydłowego.
Opuszczał uczelnię Auburn jako jej lider wszech czasów w liczbie przechwytów (189).
Podczas ostatniego spotkania sezonu regularnego 1990/91 przeciwko Orlando Magic zanotował triple-double – 17 punktów, 14 zbiórek oraz 10 asyst.

## Osiągnięcia
NCAA
- Uczestnik fazy:
  - Elite Eight turnieju NCAA (1986)[1]
  - Sweet Sixteen turnieju NCAA (1985)[1]
- Mistrz turnieju SEC (1985)[3]
- Zaliczony do I składu All-SEC (1987–1988)[1]

NBA
- 2-krotny finalista NBA (1997, 1998)[4]
- Zaliczony do składu II składu debiutantów NBA (1989)[5]
- Uczestnik konkursu wsadów podczas NBA All-Star Weekend (1989 – 8. miejsce)[6]
- Lider play-off w skuteczności rzutów wolnych (1994)[7]

Inne
- Finalista ligi wenezuelskiej (2004)